# Amplirhagada combeana
Amplirhagada combeana är en snäckart som beskrevs av Tom Iredale 1938. Amplirhagada combeana ingår i släktet Amplirhagada och familjen Camaenidae. Inga underarter finns listade i Catalogue of Life.